# Halliste jõgi
Halliste jõgi är ett vattendrag i sydvästra Estland. Den är 92 km lång, är ett sydligt vänsterbiflöde till Navesti jõgi och ingår i Pärnus avrinningsområde.
Källan ligger vid byn Kõvaküla i Mulgi kommun i landskapet Viljandimaa nära gränsen till Lettland. Den rinner i nordvästlig riktning, passerar sjön Karski järv vid staden Karksi-Nuia i Karski kommun. Den utgör därefter gräns mellan Halliste kommun i norr och Viljandi kommun i söder, sammanflödar med ån Pöögle oja och, i höjd med staden Abja-Paluoja, rinner igenom sjön Kariste järv. Därefter rinner Halliste jõgi in i landskapet Pärnumaa och Saarde kommun där den sammanflödar med Pale jõgi (25 km), Tõlla jõgi och Alva jõgi. Den återvänder sen till Viljandimaa och Kõpu kommun där den rinner mellan våtmarkerna Kikepera raba i väster och Ördi raba i öster. Ån fortsätter norrut och passerar åter gränsen till landskapet Pärnumaa och Tori kommun där den sammanflödar med Raudna jõgi, rinner mellan våtmarkerna Riisa raba i väster och Kuresoo i öster innan den slutligen mynnar i Navesti jõgi.